# Hygropoda procera
Hygropoda procera är en spindelart som beskrevs av Tamerlan Thorell 1895. Hygropoda procera ingår i släktet Hygropoda och familjen vårdnätsspindlar.
Artens utbredningsområde är Myanmar. Inga underarter finns listade i Catalogue of Life.